# Herzwerk II
Herzwerk II (Dan. Heart-arbejde II) er det fjerde album fra det tyske band Megaherz. Det er den sidste album med sangskriver og sanger sanger Alexx Wesselsky før han forlod bandet med Noel Pix for at danne Eisbrecher. sangen, Es brennt ("Det brænder"), som taler om forskellene mellem Øst-og Vesttyskland, blev inkluderet på Digi-pack-version af disken, men blev udgivet online til download. Det er stadig tilgængelig. Det blev genudgivet i USA i 2008 med 14 sange inkluderet.

## Track liste
1. Herzblut 5:18
2. Glas und Tränen – 3:55
3. I.M. Rumpelstilzchen – 4:31
4. 5. März – 4:17
5. F.F.F. – 5:25
6. Hand auf's Herz – 3:59
7. Zu den Sternen – 5:14
8. Licht II (Instrumental) – 2:08
9. Heute schon gelebt? – 3:51
10. An deinem Grab' – 6:57
11. Perfekte Droge – 4:27
12. Spiel' nicht… – 4:41
13. Gold ("Gold") – 5:11
14. Es brennt – 4:03